# 비밀구절
비밀구절(passphrase)은 컴퓨터 시스템, 프로그램 또는 데이터에 대한 접근 권한을 제어하기 위한 단어들의 나열이다. 비밀번호(password)와 유사하지만 비밀번호는 짧은 반면, 여러 단어들의 조합으로 이루어진 패스프레이즈는 매우 길다.
비밀번호보다 높은 보안성이 필요한 곳에 사용한다. 
패스워드(password)를 비밀번호로 번역하는 경우가 많은데, 암호에 숫자(번호)만 쓰는 게 아니라 알파벳과 특수 문자도 쓰므로 비밀단어나 암호로 번역하는 게 맞다. pass가 통과한다는 의미이므로 직역하면 "통과(에 필요한) 단어" 정도가 된다.

## 같이 보기
- 암호 (password)
- 트루크립트
- 무차별 대입 공격
- 사전 공격
- 레인보우 테이블